# Emesis cereus
Emesis cereus är en fjärilsart som beskrevs av Carl von Linné 1767. Emesis cereus ingår i släktet Emesis och familjen Riodinidae. Inga underarter finns listade i Catalogue of Life.